# با نب جدت
با نب جدت (با نب چد) هو إله على صورة الكبش في الدين المصري القديم وله مركز عبادة في منديس. كان خنوم الإله المكافئ له في صعيد مصر.

## الأسرة
زوجته كانت الإلهة حات محيت ("قائدة الأسماك")، والتي كانت ربما الإلهة الأصلية لمنديس. طفلهما كان "حورس الطفل" وشكلوا ما يُعرف بـ"ثالوث منديس".

## أصل الاسم
كانت الكلمات "كبش" و"روح" في اللغة المصرية القديمة متشابهة في الصوت (كلاهما "با")، لذلك كان يتم اعتبار آلهة الكباش في بعض الأحيان تجليات لآلهة أخرى.

## صورة
عادةً ما كان يتم تصوير الإله ذو القرون با نب جدت بأربعة رؤوس كباش لتمثيل الأربعة باوات الخاصة بإله الشمس. يمكن أيضًا أن يرتبط بالأربعة آلهة الأولى الذين حكموا مصر (أوزيريس، جب، شو ورع-أتوم)، الذين كان لكل منهم ضريح جرانيتي كبير في معبد منديس عينه.

## روايات
يصف كتاب البقرة السماوية "كبش منديس" على أنه روح لأوزيريس، ولكن لم يكن هذا ارتباطًا حصريًا. ففي قصة تعود إلى الدولة الحديثة تصفه بأنه كان يُستشار من قبل "المحكمة الإلهية" للحكم بين حورس وست، لكنه اقترح أن تقوم نيث بذلك بدلًا منه كعمل دبلوماسي. ومع استمرار النزاع، يقترح با نب جدت أن يُعطى العرش لست لأنه الأخ الأكبر.
في معبد الرامسيوم، تُسجل مسلة كيف اتخذ الإله بتاح شكل با نب جدت، من أجل اكتساب قوته، لكي يقترن بالمرأة التي ستنجب رمسيس الثاني.

## معرض الصور

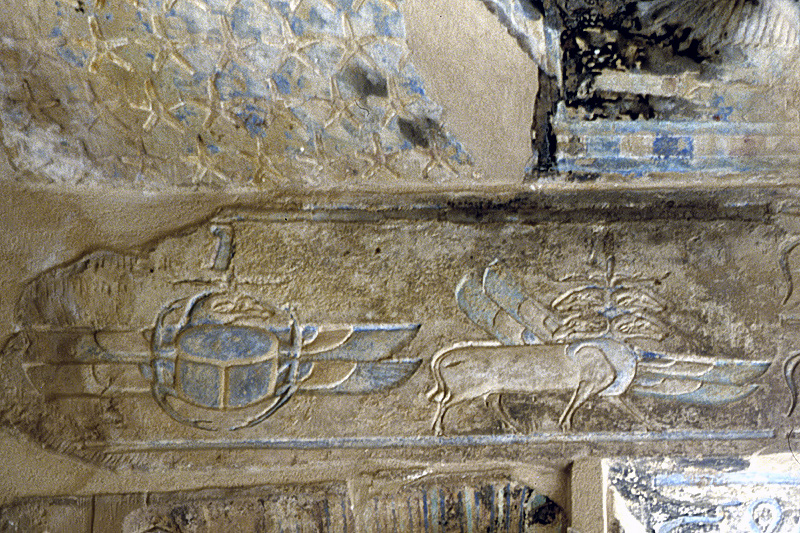
با نب جدت يصور على أنه كبش بأربعة رؤوس وزوجين من الأجنحة. دير المدينة، العصر البطلمي
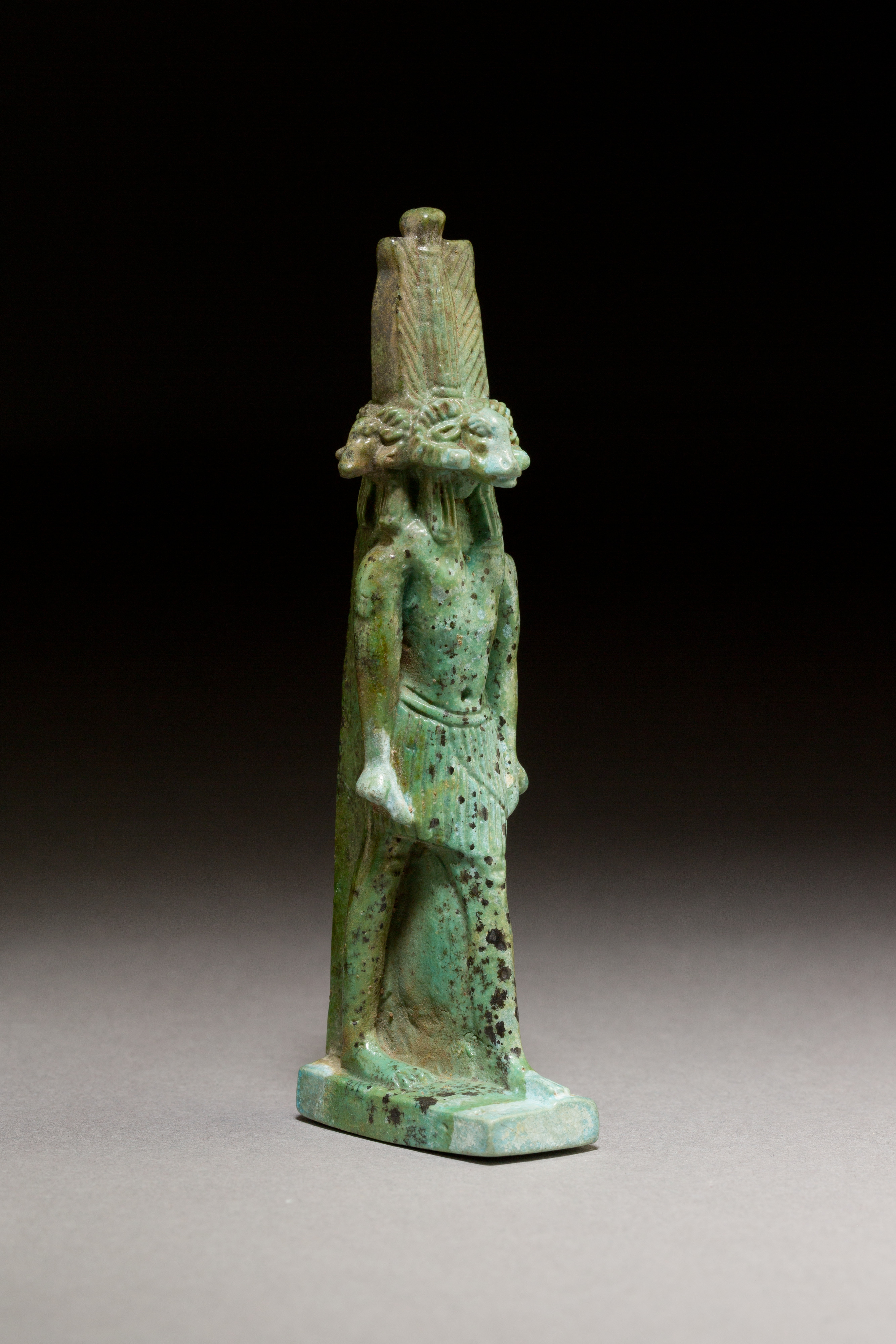
تمثال صغير يصور با نب جدت بأربعة رؤوس كباش تواجه في أربعة اتجاهات. خزف، حوالي 500-200 قبل الميلاد. متحف المتروبوليتان للفنون
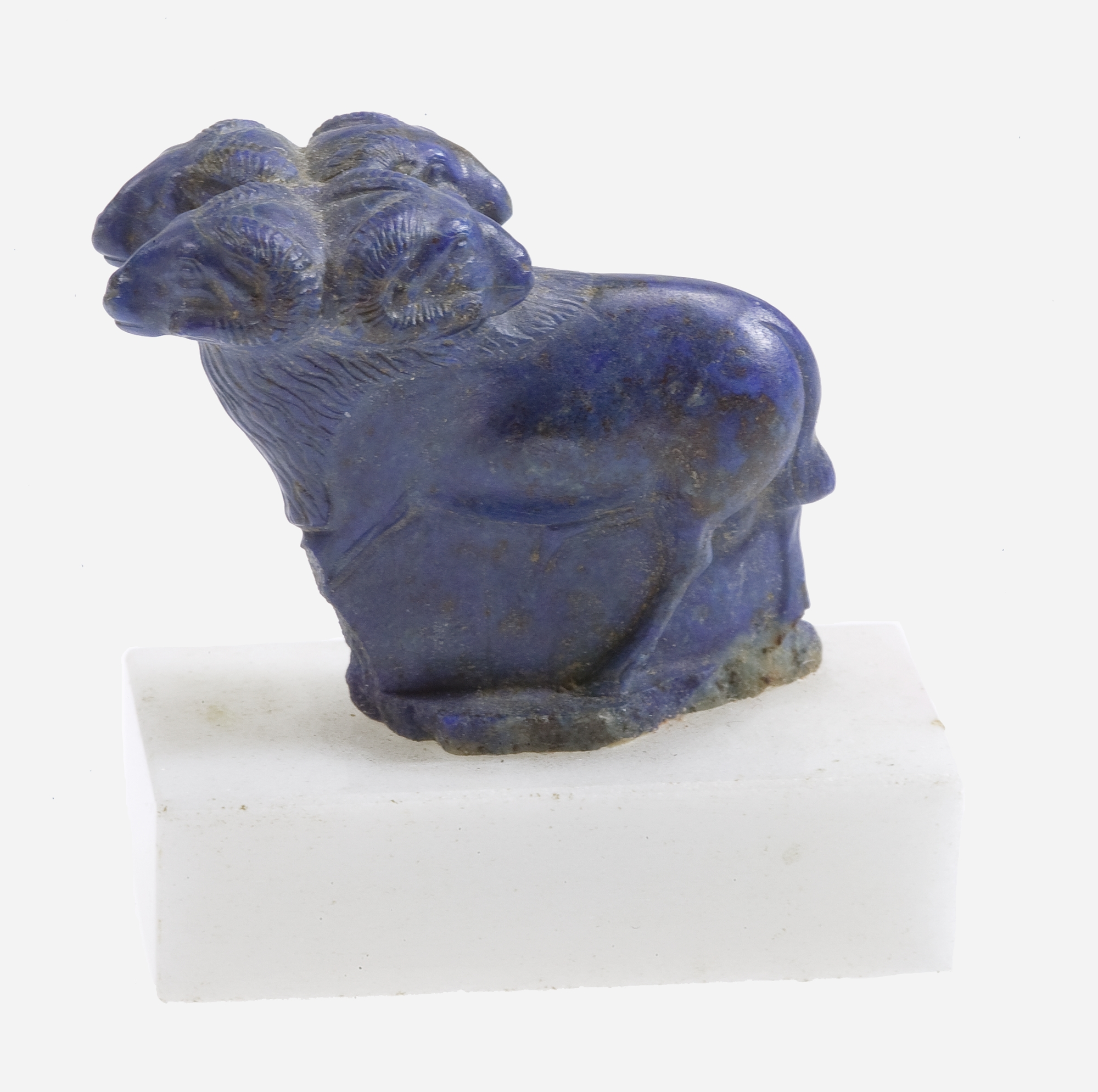
تميمة تصور با نب جدت ككبش بأربعة رؤوس، العصر المتأخر. متحف المتروبوليتان للفنون
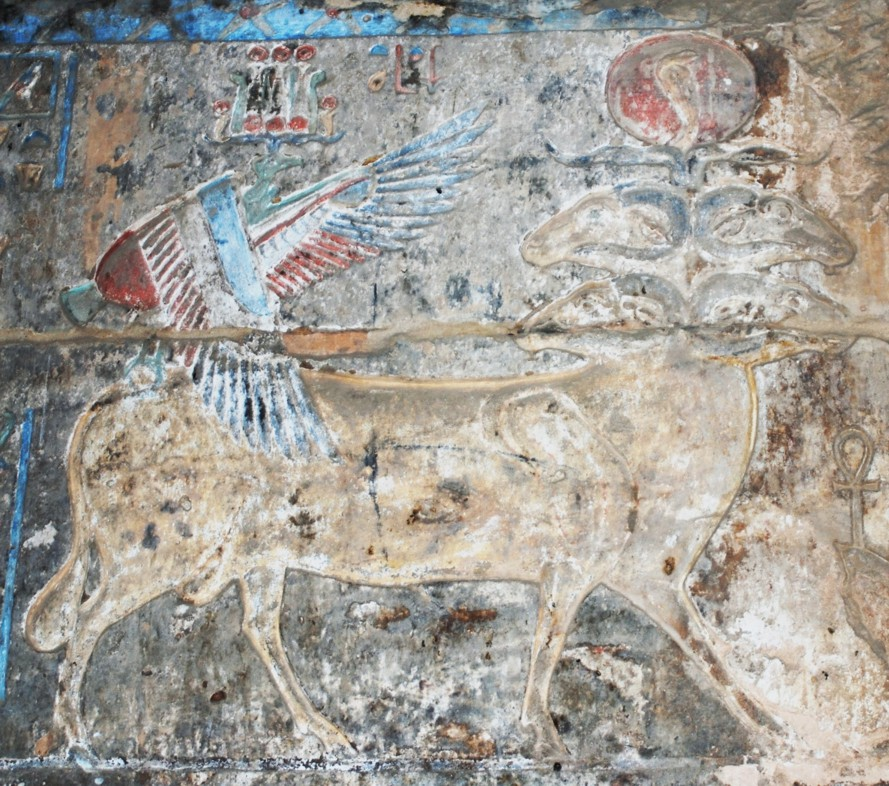
با نب جدت ككبش بأربعة رؤوس، وتعلوه نخبت
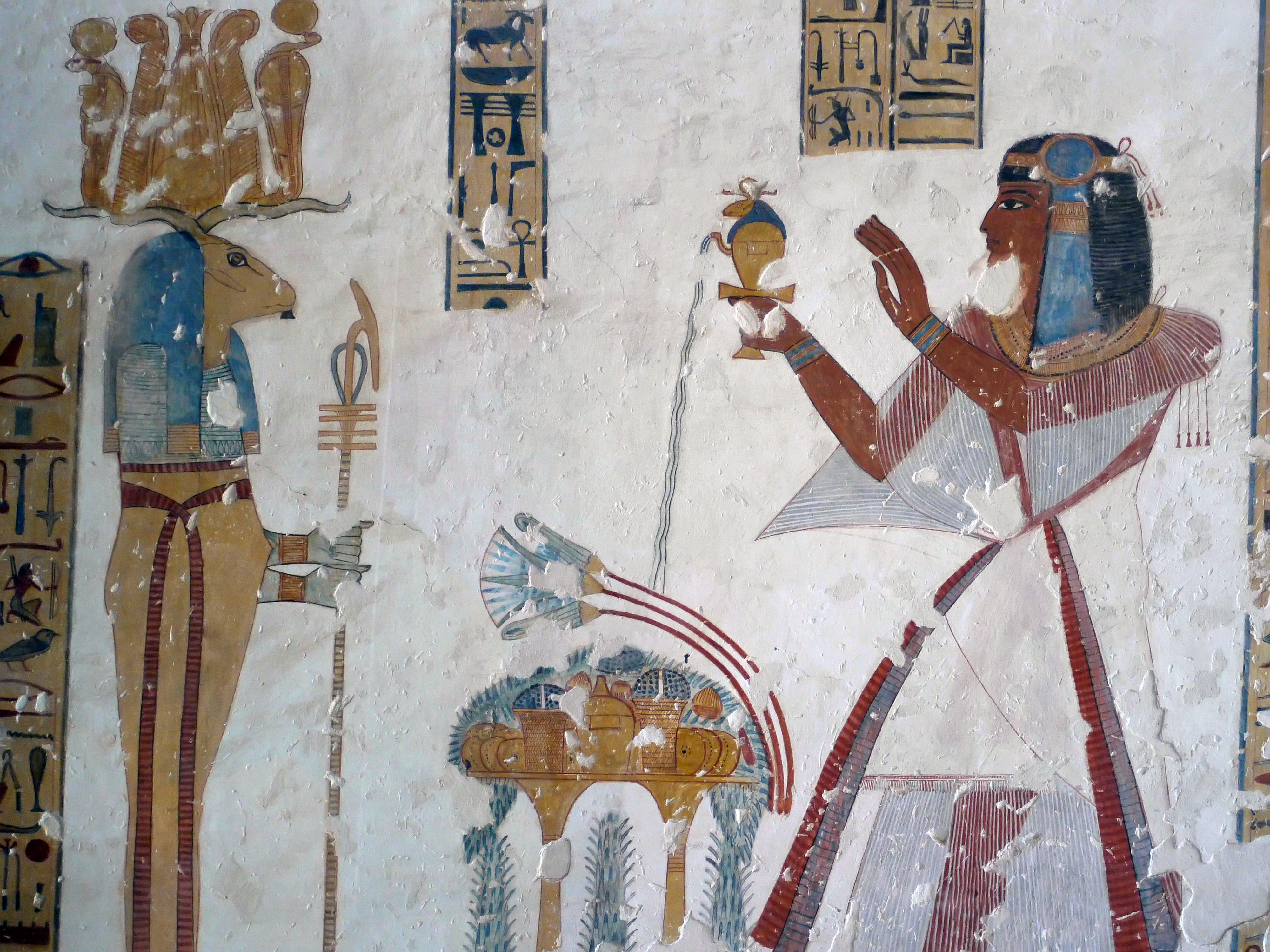
الأمير منتوحرخبشف (ابن رمسيس التاسع) يقدم قرابين لبا نب جدت المتجسد بشكل مومياء، مقبرة 19، الأسرة العشرون (حوالي 1129–1111 قبل الميلاد)
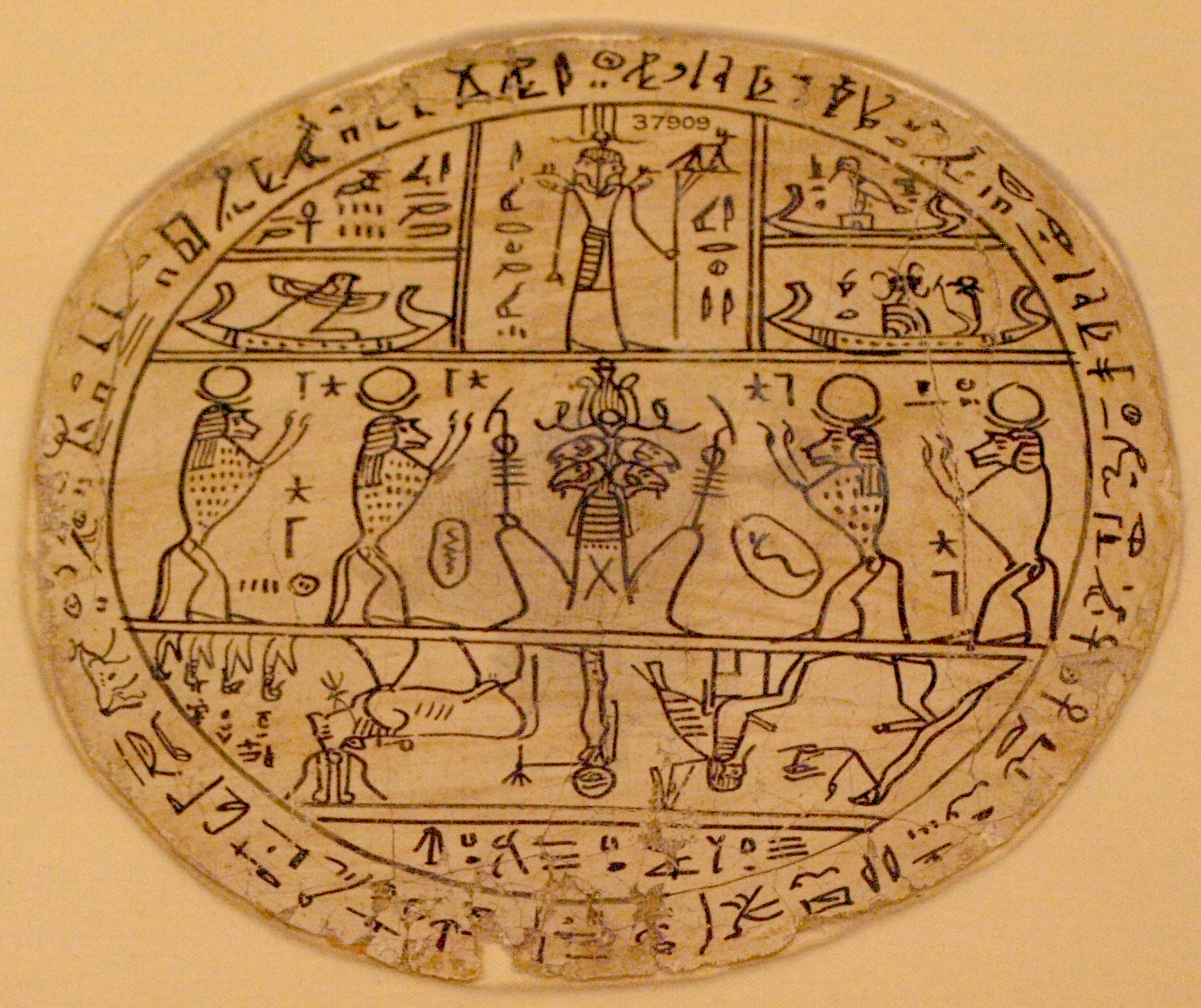
با نب جدت (في الوسط) على الهايبوسيفالوس (مسند رأس المومياء) الخاص بتاشريتخونس، العصر البطلمي (حوالي 305–30 قبل الميلاد)، المتحف البريطاني، لندن